# 26 juillet aux Jeux olympiques d'été de 2020
Navigation
Juillet :
- 21
- 22
- 23
- 24
- 25
- 26
- 27
- 28
- 29
- 30
- 31

Août : 
- 1er
- 2
- 3
- 4
- 5
- 6
- 7
- 8

Le lundi 26 juillet aux Jeux olympiques d'été de 2020 est le sixième jour de compétition.

## Programme
En raison de l’arrivée du typhon Nepartak sur Tokyo, toutes les épreuves d'aviron de lundi ont été disputées dimanche et les épreuves d'aviron prévues pour dimanche avaient été reportées à samedi.
| Heure UTC+09:00 (Japon)                       |               |
| bleu                                          | Cérémonie     |
| neutre                                        | Épreuve       |
| or                                            | Finale        |
| orange                                        | Petite finale |
| rose                                          | Reporté       |
| gris                                          | Annulé        |
| Compétition masculine                         | Hommes        |
| Compétition féminine                          | Femmes        |
| Compétition mixte (hommes et femmes mélangés) | Mixte         |
| Compétition en couple (1 homme et 1 femme)    | Couple        |
| modifier                                      |               |

| Horaire | Discipline Spécialité | Discipline Spécialité                               | Discipline Spécialité                         | Phase                      | Résultats                                                                          | Références                                  |
| ------- | --------------------- | --------------------------------------------------- | --------------------------------------------- | -------------------------- | ---------------------------------------------------------------------------------- | ------------------------------------------- |
| 6 h 30  |                       | Triathlon Course masculine                          | Compétition hommes                            | Finale                     | Kristian Blummenfelt · Alex Yee · Hayden Wilde                                     |                                             |
| 7 h     |                       | Surf Shortboard                                     | Compétition femmes                            | 3e tour                    | -                                                                                  | -                                           |
| 7 h     |                       | Surf Shortboard                                     | Compétition hommes                            | 3e tour                    | -                                                                                  | -                                           |
| 9 h     |                       | Aviron Skiff                                        | Compétition hommes                            | Reporté                    | -                                                                                  | 1/4 de finale programmé dimanche 25 juillet |
| 9 h     |                       | Aviron Skiff                                        | Compétition femmes                            | Reporté                    | -                                                                                  | 1/4 de finale programmé dimanche 25 juillet |
| 9 h     |                       | Aviron Deux de couple                               | Compétition hommes                            | Reporté                    | -                                                                                  | 1/2 de finale programmé dimanche 25 juillet |
| 9 h     |                       | Aviron Deux de couple                               | Compétition femmes                            | Reporté                    | -                                                                                  | 1/2 de finale programmé dimanche 25 juillet |
| 9 h     |                       | Aviron Quatre sans barreur                          | Compétition hommes                            | Reporté                    | -                                                                                  | Repêchage programmé dimanche 25 juillet     |
| 9 h     |                       | Aviron Quatre sans barreur                          | Compétition femmes                            | Reporté                    | -                                                                                  | Repêchage programmé dimanche 25 juillet     |
| 9 h     |                       | Beach-volley Simple                                 | Compétition hommes                            | Tour préliminaire          | -                                                                                  | -                                           |
| 9 h     |                       | Beach-volley Simple                                 | Compétition femmes                            | Tour préliminaire          | -                                                                                  | -                                           |
| 9 h     |                       | Escrime Fleuret individuel                          | Compétition hommes                            | 32e de finale              | -                                                                                  | -                                           |
| 9 h     |                       | Escrime Sabre individuel                            | Compétition femmes                            | 32e de finale              | -                                                                                  | -                                           |
| 9 h     |                       | Escrime Fleuret individuel                          | Compétition hommes                            | 16e de finale              | -                                                                                  | -                                           |
| 9 h     |                       | Escrime Sabre individuel                            | Compétition femmes                            | 16e de finale              | -                                                                                  | -                                           |
| 9 h     |                       | Escrime Fleuret individuel                          | Compétition hommes                            | 8e de finale               | -                                                                                  | -                                           |
| 9 h     |                       | Escrime Sabre individuel                            | Compétition femmes                            | 8e de finale               | -                                                                                  | -                                           |
| 9 h     |                       | Escrime Fleuret individuel                          | Compétition hommes                            | 1/4 de finale              | -                                                                                  | -                                           |
| 9 h     |                       | Escrime Sabre individuel                            | Compétition femmes                            | 1/4 de finale              | -                                                                                  | -                                           |
| 9 h     |                       | Handball Tournoi masculin                           | Compétition hommes                            | Tour préliminaire Groupe A | Brésil 29-34 France                                                                |                                             |
| 9 h     |                       | Rugby à sept Tournoi masculin                       | Compétition hommes                            | Tour préliminaire Groupe B | Fidji 24-19 Japon                                                                  |                                             |
| 9 h     |                       | Skateboard Street                                   | Compétition femmes                            | Qualifications             | -                                                                                  | -                                           |
| 9 h     |                       | Skateboard Street                                   | Compétition femmes                            | Finale                     | Momiji Nishiya · Rayssa Leal · Funa Nakayama                                       |                                             |
| 9 h     |                       | Tir Skeet                                           | Compétition hommes                            | Qualifications             | -                                                                                  | -                                           |
| 9 h     |                       | Tir Skeet                                           | Compétition femmes                            | Qualifications             | -                                                                                  | -                                           |
| 9 h     |                       | Tir Skeet                                           | Compétition hommes                            | Finale                     | Vincent Hancock · Jesper Hansen · Abdullah al-Rashidi                              |                                             |
| 9 h     |                       | Tir Skeet                                           | Compétition femmes                            | Finale                     | Amber English · Diana Bacosi · Wei Meng                                            |                                             |
| 9 h     |                       | Volley-ball Tournoi masculin                        | Compétition hommes                            | Tour préliminaire Groupe A | Iran 3-0 Venezuela                                                                 |                                             |
| 9 h 30  |                       | Hockey sur gazon Tournoi masculin                   | Compétition hommes                            | Tour préliminaire Groupe B | Belgique 3-1 Allemagne                                                             |                                             |
| 9 h 30  |                       | Rugby à sept Tournoi masculin                       | Compétition hommes                            | Tour préliminaire Groupe B | Grande-Bretagne 24-0 Canada                                                        |                                             |
| 9 h 30  |                       | Tir à l'arc Par équipes                             | Compétition hommes                            | 8e de finale               | -                                                                                  | -                                           |
| 10 h    |                       | Badminton Simple                                    | Compétition hommes                            | Tours préliminaires        | -                                                                                  | -                                           |
| 10 h    |                       | Badminton Simple                                    | Compétition femmes                            | Tours préliminaires        | -                                                                                  | -                                           |
| 10 h    |                       | Badminton Double                                    | Compétition hommes                            | Tours préliminaires        | -                                                                                  | -                                           |
| 10 h    |                       | Badminton Double                                    | Compétition femmes                            | Tours préliminaires        | -                                                                                  | -                                           |
| 10 h    |                       | Badminton Double mixte                              | Compétition mixte (hommes et femmes ensemble) | Tours préliminaires        | -                                                                                  | -                                           |
| 10 h    |                       | Basket-ball Tournoi féminin                         | Compétition femmes                            | Tour préliminaire Groupe A | Corée du Sud 69-73 Espagne                                                         |                                             |
| 10 h    |                       | Hockey sur gazon Tournoi féminin                    | Compétition femmes                            | Tour préliminaire Groupe A | Pays-Bas 4-0 Irlande                                                               |                                             |
| 10 h    |                       | Rugby à sept Tournoi masculin                       | Compétition hommes                            | Tour préliminaire Groupe A | Nouvelle-Zélande 50-0 Corée du Sud                                                 |                                             |
| 10 h    |                       | Softball Tournoi féminin                            | Compétition femmes                            | Tour préliminaire          | Japon 0-2 États-Unis                                                               |                                             |
| 10 h    |                       | Taekwondo Moins de 67 kg                            | Compétition femmes                            | 8e de finale               | -                                                                                  | -                                           |
| 10 h    |                       | Taekwondo Moins de 80 kg                            | Compétition hommes                            | 8e de finale               | -                                                                                  | -                                           |
| 10 h    |                       | Taekwondo Moins de 67 kg                            | Compétition femmes                            | 1/4 de finale              | -                                                                                  | -                                           |
| 10 h    |                       | Taekwondo Moins de 80 kg                            | Compétition hommes                            | 1/4 de finale              | -                                                                                  | -                                           |
| 10 h    |                       | Taekwondo Moins de 67 kg                            | Compétition femmes                            | 1/2 finale                 | -                                                                                  | -                                           |
| 10 h    |                       | Taekwondo Moins de 80 kg                            | Compétition hommes                            | 1/2 finale                 | -                                                                                  | -                                           |
| 10 h    |                       | Tennis de table Simple                              | Compétition hommes                            | 2e tour                    | -                                                                                  | -                                           |
| 10 h    |                       | Tennis de table Simple                              | Compétition femmes                            | 2e tour                    | -                                                                                  | -                                           |
| 10 h 15 |                       | Basket-ball à trois Tournoi féminin                 | Compétition femmes                            | Tour préliminaire          | Japon 12-15 Chine                                                                  |                                             |
| 10 h 30 |                       | Natation 100 m papillon                             | Compétition femmes                            | Finale                     | Margaret MacNeil · Zhang Yufei · Emma McKeon                                       |                                             |
| 10 h 30 |                       | Natation 200 m nage libre                           | Compétition hommes                            | 1/2 finale                 | -                                                                                  | -                                           |
| 10 h 30 |                       | Natation 100 m brasse                               | Compétition femmes                            | 1/2 finale                 | -                                                                                  | -                                           |
| 10 h 30 |                       | Natation 100 m brasse                               | Compétition hommes                            | Finale                     | Adam Peaty · Arno Kamminga · Nicolò Martinenghi                                    |                                             |
| 10 h 30 |                       | Natation 400 m nage libre                           | Compétition femmes                            | Finale                     | Ariarne Titmus · Katie Ledecky · Li Bingjie                                        |                                             |
| 10 h 30 |                       | Natation 100 m dos                                  | Compétition hommes                            | 1/2 finale                 | -                                                                                  | -                                           |
| 10 h 30 |                       | Natation 100 m dos                                  | Compétition femmes                            | 1/2 finale                 | -                                                                                  | -                                           |
| 10 h 30 |                       | Natation Relais 4 × 100 m nage libre                | Compétition hommes                            | Finale                     | États-Unis · Italie · Australie                                                    |                                             |
| 10 h 30 |                       | Rugby à sept Tournoi masculin                       | Compétition hommes                            | Tour préliminaire Groupe A | Australie 19-29 Argentine                                                          |                                             |
| 10 h 40 |                       | Basket-ball à trois Tournoi féminin                 | Compétition femmes                            | Tour préliminaire          | Mongolie 14-22 Roumanie                                                            |                                             |
| 11 h    |                       | Boxe Poids mouches (moins de 52 kg)                 | Compétition hommes                            | 16e de finale              | -                                                                                  | -                                           |
| 11 h    |                       | Boxe Poids moyens (moins de 75 kg)                  | Compétition hommes                            | 16e de finale              | -                                                                                  | -                                           |
| 11 h    |                       | Boxe Poids plumes (moins de 57 kg)                  | Compétition femmes                            | 8e de finale               | -                                                                                  | -                                           |
| 11 h    |                       | Handball Tournoi masculin                           | Compétition hommes                            | Tour préliminaire Groupe A | Argentine 25-33 Allemagne                                                          |                                             |
| 11 h    |                       | Judo Moins de 57 kg                                 | Compétition femmes                            | 8e de finale               | -                                                                                  | -                                           |
| 11 h    |                       | Judo Moins de 57 kg                                 | Compétition femmes                            | 1/4 de finale              | -                                                                                  | -                                           |
| 11 h    |                       | Judo Moins de 73 kg                                 | Compétition hommes                            | 8e de finale               | -                                                                                  | -                                           |
| 11 h    |                       | Judo Moins de 73 kg                                 | Compétition hommes                            | 1/4 de finale              | -                                                                                  | -                                           |
| 11 h    |                       | Rugby à sept Tournoi masculin                       | Compétition hommes                            | Tour préliminaire Groupe C | Afrique du Sud 33-14 Irlande                                                       |                                             |
| 11 h    |                       | Tennis Simple                                       | Compétition hommes                            | 2e tour                    | -                                                                                  | -                                           |
| 11 h    |                       | Tennis Simple                                       | Compétition femmes                            | 2e tour                    | -                                                                                  | -                                           |
| 11 h    |                       | Tennis Double                                       | Compétition hommes                            | 2e tour                    | -                                                                                  | -                                           |
| 11 h    |                       | Tennis Double                                       | Compétition femmes                            | 2e tour                    | -                                                                                  | -                                           |
| 11 h 5  |                       | Volley-ball Tournoi masculin                        | Compétition hommes                            | Tour préliminaire Groupe B | États-Unis 1-3 ROC                                                                 |                                             |
| 11 h 30 |                       | Rugby à sept Tournoi masculin                       | Compétition hommes                            | Tour préliminaire Groupe C | États-Unis 19-14 Kenya                                                             |                                             |
| 11 h 35 |                       | Basket-ball à trois Tournoi masculin                | Compétition hommes                            | Tour préliminaire          | Belgique 20-21 Chine                                                               |                                             |
| 12 h    |                       | Basket-ball à trois Tournoi masculin                | Compétition hommes                            | Tour préliminaire          | Serbie 21-11 Japon                                                                 |                                             |
| 12 h    |                       | Voile RS:X                                          | Compétition hommes                            | Manche 1                   | -                                                                                  | -                                           |
| 12 h    |                       | Voile RS:X                                          | Compétition femmes                            | Manche 1                   | -                                                                                  | -                                           |
| 12 h    |                       | Voile Laser                                         | Compétition hommes                            | Manche 1                   | -                                                                                  | -                                           |
| 12 h    |                       | Voile Laser Radial                                  | Compétition femmes                            | Manche 1                   | -                                                                                  | -                                           |
| 12 h 15 |                       | Hockey sur gazon Tournoi féminin                    | Compétition femmes                            | Tour préliminaire Groupe B | Australie 6-0 Chine                                                                |                                             |
| 13 h 45 |                       | Tir à l'arc Par équipes                             | Compétition hommes                            | 1/4 de finale              | -                                                                                  | -                                           |
| 13 h 45 |                       | Tir à l'arc Par équipes                             | Compétition hommes                            | 1/2 finale                 | -                                                                                  | -                                           |
| 13 h 45 |                       | Tir à l'arc Par équipes                             | Compétition hommes                            | Petite finale              | Japon 5-4 Pays-Bas                                                                 |                                             |
| 13 h 45 |                       | Tir à l'arc Par équipes                             | Compétition hommes                            | Finale                     | Corée du Sud 6-0 Taipei chinois                                                    |                                             |
| 13 h 50 |                       | Haltérophilie Moins de 55 kg (groupe B)             | Compétition femmes                            | Tour de qualification      | -                                                                                  | -                                           |
| 14 h    |                       | Basket-ball à trois Tournoi féminin                 | Compétition femmes                            | Tour préliminaire          | Roumanie 12-21 ROC                                                                 |                                             |
| 14 h    |                       | Canoë-kayak (slalom) C1                             | Compétition hommes                            | 1/2 finale                 | -                                                                                  | -                                           |
| 14 h    |                       | Canoë-kayak (slalom) C1                             | Compétition hommes                            | Finale                     | Benjamin Savšek · Lukáš Rohan · Sideris Tasiadis                                   |                                             |
| 14 h    |                       | Water-polo Tournoi féminin                          | Compétition femmes                            | Tour préliminaire Groupe B | États-Unis 12-7 Chine                                                              |                                             |
| 14 h 15 |                       | Handball Tournoi masculin                           | Compétition hommes                            | Tour préliminaire Groupe B | Égypte 27-32 Danemark                                                              |                                             |
| 14 h 20 |                       | Volley-ball Tournoi masculin                        | Compétition hommes                            | Tour préliminaire Groupe A | Pologne 3-0 Italie                                                                 |                                             |
| 14 h 25 |                       | Basket-ball à trois Tournoi féminin                 | Compétition femmes                            | Tour préliminaire          | Italie 10-22 Japon                                                                 |                                             |
| 14 h 30 |                       | Softball Tournoi féminin                            | Compétition femmes                            | Tour préliminaire          | Canada 8-1 Italie                                                                  |                                             |
| 14 h 30 |                       | Tennis de table Simple                              | Compétition hommes                            | 3e tour                    | -                                                                                  | -                                           |
| 14 h 30 |                       | Tennis de table Simple                              | Compétition femmes                            | 3e tour                    | -                                                                                  | -                                           |
| 15 h    |                       | Basket-ball à trois Tournoi masculin                | Compétition hommes                            | Tour préliminaire          | Japon 16-19 ROC                                                                    |                                             |
| 15 h    |                       | Beach-volley Simple                                 | Compétition hommes                            | Tour préliminaire          | -                                                                                  | -                                           |
| 15 h    |                       | Beach-volley Simple                                 | Compétition femmes                            | Tour préliminaire          | -                                                                                  | -                                           |
| 15 h    |                       | Plongeon Haut-vol à 10 m                            | Compétition hommes                            | Finale                     | Tom Daley / Matty Lee · Cao Yuan / Chen Aisen · Aleksandr Bondar / Viktor Minibaev |                                             |
| 15 h    |                       | VTT Cross-country                                   | Compétition hommes                            | Finale                     | Tom Pidcock · Mathias Flückiger · David Valero                                     |                                             |
| 15 h 25 |                       | Basket-ball à trois Tournoi masculin                | Compétition hommes                            | Tour préliminaire          | Lettonie 16-22 Serbie                                                              |                                             |
| 15 h 30 |                       | Water-polo Tournoi féminin                          | Compétition femmes                            | Tour préliminaire Groupe B | ROC 10-10 Hongrie                                                                  |                                             |
| 16 h 15 |                       | Handball Tournoi masculin                           | Compétition hommes                            | Tour préliminaire Groupe A | Espagne 28-27 Norvège                                                              |                                             |
| 16 h 25 |                       | Volley-ball Tournoi masculin                        | Compétition hommes                            | Tour préliminaire Groupe B | France 3-0 Tunisie                                                                 |                                             |
| 16 h 30 |                       | Rugby à sept Tournoi masculin                       | Compétition hommes                            | Tour préliminaire Groupe B | Grande-Bretagne 34-0 Japon                                                         |                                             |
| 16 h 30 |                       | Rugby à sept Tournoi masculin                       | Compétition hommes                            | Tour préliminaire Groupe B | Fidji 28-14 Canada                                                                 |                                             |
| 17 h    |                       | Boxe Poids mouches (moins de 52 kg)                 | Compétition hommes                            | 16e de finale              | -                                                                                  | -                                           |
| 17 h    |                       | Boxe Poids moyens (moins de 75 kg)                  | Compétition hommes                            | 16e de finale              | -                                                                                  | -                                           |
| 17 h    |                       | Boxe Poids plumes (moins de 57 kg)                  | Compétition femmes                            | 8e de finale               | -                                                                                  | -                                           |
| 17 h    |                       | Judo Moins de 57 kg                                 | Compétition femmes                            | Repêchages                 | -                                                                                  | -                                           |
| 17 h    |                       | Judo Moins de 57 kg                                 | Compétition femmes                            | 1/2 finale                 | -                                                                                  | -                                           |
| 17 h    |                       | Judo Moins de 73 kg                                 | Compétition hommes                            | Repêchages                 | -                                                                                  | -                                           |
| 17 h    |                       | Judo Moins de 73 kg                                 | Compétition hommes                            | 1/2 finale                 | -                                                                                  | -                                           |
| 17 h    |                       | Judo Moins de 57 kg                                 | Compétition femmes                            | Finale                     | Nora Gjakova · Sarah-Léonie Cysique · Jessica Klimkait / Tsukasa Yoshida           |                                             |
| 17 h    |                       | Judo Moins de 73 kg                                 | Compétition hommes                            | Finale                     | Shohei Ōno · Lasha Shavdatuashvili · An Chang-rim / Tsend-Ochiryn Tsogtbaatar      |                                             |
| 17 h 20 |                       | Basket-ball Tournoi féminin                         | Compétition femmes                            | Tour préliminaire Groupe A | Serbie 72-68 Canada                                                                |                                             |
| 17 h 30 |                       | Basket-ball à trois Tournoi féminin                 | Compétition femmes                            | Tour préliminaire          | France 22-18 Mongolie                                                              |                                             |
| 17 h 30 |                       | Rugby à sept Tournoi masculin                       | Compétition hommes                            | Tour préliminaire Groupe A | Nouvelle-Zélande 35-14 Argentine                                                   |                                             |
| 17 h 55 |                       | Basket-ball à trois Tournoi féminin                 | Compétition femmes                            | Tour préliminaire          | Italie 13-17 États-Unis                                                            |                                             |
| 18 h    |                       | Badminton Simple                                    | Compétition hommes                            | Tours préliminaires        | -                                                                                  | -                                           |
| 18 h    |                       | Badminton Simple                                    | Compétition femmes                            | Tours préliminaires        | -                                                                                  | -                                           |
| 18 h    |                       | Badminton Double                                    | Compétition hommes                            | Tours préliminaires        | -                                                                                  | -                                           |
| 18 h    |                       | Badminton Double                                    | Compétition femmes                            | Tours préliminaires        | -                                                                                  | -                                           |
| 18 h    |                       | Badminton Double mixte                              | Compétition mixte (hommes et femmes ensemble) | Tours préliminaires        | -                                                                                  | -                                           |
| 18 h    |                       | Escrime Fleuret individuel                          | Compétition hommes                            | 1/2 finale                 | -                                                                                  | -                                           |
| 18 h    |                       | Escrime Sabre individuel                            | Compétition femmes                            | 1/2 finale                 | -                                                                                  | -                                           |
| 18 h    |                       | Escrime Fleuret individuel                          | Compétition hommes                            | Finale                     | Cheung Ka Long · Daniele Garozzo · Alexander Choupenitch                           | -                                           |
| 18 h    |                       | Escrime Sabre individuel                            | Compétition femmes                            | Finale                     | Sofia Pozdniakova · Sofia Velikaïa · Manon Brunet                                  | -                                           |
| 18 h 0  |                       | Rugby à sept Tournoi masculin                       | Compétition hommes                            | Tour préliminaire Groupe A | Australie 42-5 Corée du Sud                                                        |                                             |
| 18 h 20 |                       | Water-polo Tournoi féminin                          | Compétition femmes                            | Tour préliminaire Groupe A | Australie 15-12 Pays-Bas                                                           |                                             |
| 18 h 30 |                       | Hockey sur gazon Tournoi féminin                    | Compétition femmes                            | Tour préliminaire Groupe A | Afrique du Sud 1-4 Grande-Bretagne                                                 |                                             |
| 18 h 30 |                       | Rugby à sept Tournoi masculin                       | Compétition hommes                            | Tour préliminaire Groupe C | États-Unis 19-17 Irlande                                                           |                                             |
| 18 h 40 |                       | Basket-ball à trois Tournoi masculin                | Compétition hommes                            | Tour préliminaire          | Pays-Bas 17-18 Belgique                                                            |                                             |
| 19 h    |                       | Gymnastique artistique Concours général par équipes | Compétition hommes                            | Finale                     | ROC · Japon · Chine                                                                |                                             |
| 19 h    |                       | Hockey sur gazon Tournoi féminin                    | Compétition femmes                            | Tour préliminaire Groupe B | Argentine 3-0 Espagne                                                              |                                             |
| 19 h    |                       | Natation 200 m nage libre                           | Compétition femmes                            | Séries                     | -                                                                                  | -                                           |
| 19 h    |                       | Natation 200 m papillon                             | Compétition hommes                            | Séries                     | -                                                                                  | -                                           |
| 19 h    |                       | Natation 200 m 4 nages                              | Compétition femmes                            | Séries                     | -                                                                                  | -                                           |
| 19 h    |                       | Natation 1 500 m nage libre                         | Compétition femmes                            | Séries                     | -                                                                                  | -                                           |
| 19 h    |                       | Rugby à sept Tournoi masculin                       | Compétition hommes                            | Tour préliminaire Groupe C | Afrique du Sud 14-5 Kenya                                                          |                                             |
| 19 h    |                       | Taekwondo Moins de 67 kg                            | Compétition femmes                            | Repêchages                 | -                                                                                  | -                                           |
| 19 h    |                       | Taekwondo Moins de 80 kg                            | Compétition hommes                            | Repêchages                 | -                                                                                  | -                                           |
| 19 h    |                       | Taekwondo Moins de 67 kg                            | Compétition femmes                            | Finale                     | Matea Jelić · Lauren Williams · Ruth Gbagbi / Hedaya Wahba                         |                                             |
| 19 h    |                       | Taekwondo Moins de 80 kg                            | Compétition hommes                            | Finale                     | Maksim Khramtcov · Saleh Elsharabaty · Seif Eissa / Toni Kanaet                    |                                             |
| 19 h 5  |                       | Basket-ball à trois Tournoi masculin                | Compétition hommes                            | Tour préliminaire          | Pologne 19-21 Chine                                                                |                                             |
| 19 h 30 |                       | Handball Tournoi masculin                           | Compétition hommes                            | Tour préliminaire Groupe B | Bahreïn 24-25 Portugal                                                             |                                             |
| 19 h 40 |                       | Volley-ball Tournoi masculin                        | Compétition hommes                            | Tour préliminaire Groupe A | Japon 3-1 Canada                                                                   |                                             |
| 19 h 50 |                       | Haltérophilie Moins de 55 kg (groupe A)             | Compétition femmes                            | Finale                     | Hidilyn Diaz · Liao Qiuyun · Zulfiya Chinshanlo                                    |                                             |
| 19 h 50 |                       | Water-polo Tournoi féminin                          | Compétition femmes                            | Tour préliminaire Groupe A | Espagne 14-10 Canada                                                               |                                             |
| 20 h    |                       | Beach-volley Simple                                 | Compétition hommes                            | Tour préliminaire          | -                                                                                  | -                                           |
| 20 h    |                       | Beach-volley Simple                                 | Compétition femmes                            | Tour préliminaire          | -                                                                                  | -                                           |
| 20 h    |                       | Softball Tournoi féminin                            | Compétition femmes                            | Tour préliminaire          | Mexique 4-1 Australie                                                              |                                             |
| 20 h    |                       | Tennis de table Double                              | Compétition mixte (hommes et femmes ensemble) | Petite finale              | Emmanuel Lebesson, Jia Nan Yuan 0-4 Lin Yun-ju, Cheng I-ching                      |                                             |
| 20 h    |                       | Tennis de table Double                              | Compétition mixte (hommes et femmes ensemble) | Finale                     | Xu Xin, Liu Shiwen 3-4 Jun Mizutani, Mima Ito                                      |                                             |
| 20 h 45 |                       | Hockey sur gazon Tournoi féminin                    | Compétition femmes                            | Tour préliminaire Groupe B | Japon 1-2 Nouvelle-Zélande                                                         |                                             |
| 21 h    |                       | Basket-ball à trois Tournoi féminin                 | Compétition femmes                            | Tour préliminaire          | États-Unis 21-19 Chine                                                             |                                             |
| 21 h 15 |                       | Hockey sur gazon Tournoi féminin                    | Compétition femmes                            | Tour préliminaire Groupe A | Allemagne 2-0 Inde                                                                 |                                             |
| 21 h 25 |                       | Basket-ball à trois Tournoi féminin                 | Compétition femmes                            | Tour préliminaire          | France 17-14 ROC                                                                   |                                             |
| 21 h 30 |                       | Handball Tournoi masculin                           | Compétition hommes                            | Tour préliminaire Groupe B | Japon 26-28 Suède                                                                  |                                             |
| 21 h 45 |                       | Volley-ball Tournoi masculin                        | Compétition hommes                            | Tour préliminaire Groupe B | Brésil 3-2 Argentine                                                               |                                             |
| 22 h    |                       | Basket-ball à trois Tournoi masculin                | Compétition hommes                            | Tour préliminaire          | ROC 19-15 Lettonie                                                                 |                                             |
| 22 h 25 |                       | Basket-ball à trois Tournoi masculin                | Compétition hommes                            | Tour préliminaire          | Pays-Bas 22-20 Pologne                                                             |                                             |

## Tableaux des médailles
| Rang  | Nation           | Or | Argent | Bronze | Total |
| ----- | ---------------- | -- | ------ | ------ | ----- |
| 1     | Grande-Bretagne  | 3  | 2      | 0      | 5     |
| 2     | Japon            | 3  | 1      | 3      | 7     |
| 3     | ROC              | 3  | 1      | 1      | 5     |
| 4     | États-Unis       | 3  | 1      | 0      | 4     |
| 5     | Australie        | 1  | 0      | 2      | 3     |
| 6     | Canada           | 1  | 0      | 1      | 2     |
| 6     | Croatie          | 1  | 0      | 1      | 2     |
| 6     | Corée du Sud     | 1  | 0      | 1      | 2     |
| 9     | Hong Kong        | 1  | 0      | 0      | 1     |
| 9     | Kosovo           | 1  | 0      | 0      | 1     |
| 9     | Norvège          | 1  | 0      | 0      | 1     |
| 9     | Philippines      | 1  | 0      | 0      | 1     |
| 9     | Slovénie         | 1  | 0      | 0      | 1     |
| 14    | Chine            | 0  | 4      | 3      | 7     |
| 15    | Italie           | 0  | 3      | 1      | 4     |
| 16    | Tchéquie         | 0  | 1      | 1      | 2     |
| 16    | France           | 0  | 1      | 1      | 2     |
| 16    | Taipei chinois   | 0  | 1      | 1      | 2     |
| 19    | Brésil           | 0  | 1      | 0      | 1     |
| 19    | Danemark         | 0  | 1      | 0      | 1     |
| 19    | Géorgie          | 0  | 1      | 0      | 1     |
| 19    | Jordanie         | 0  | 1      | 0      | 1     |
| 19    | Pays-Bas         | 0  | 1      | 0      | 1     |
| 19    | Suisse           | 0  | 1      | 0      | 1     |
| 25    | Égypte           | 0  | 0      | 2      | 2     |
| 26    | Côte d'Ivoire    | 0  | 0      | 1      | 1     |
| 26    | Espagne          | 0  | 0      | 1      | 1     |
| 26    | Allemagne        | 0  | 0      | 1      | 1     |
| 26    | Kazakhstan       | 0  | 0      | 1      | 1     |
| 26    | Koweït           | 0  | 0      | 1      | 1     |
| 26    | Mongolie         | 0  | 0      | 1      | 1     |
| 26    | Nouvelle-Zélande | 0  | 0      | 1      | 1     |
| Total | Total            | 21 | 21     | 25     | 67    |

| Rang  | Nation          | Or | Argent | Bronze | Total |
| ----- | --------------- | -- | ------ | ------ | ----- |
| 1     | Japon           | 8  | 2      | 3      | 13    |
| 2     | États-Unis      | 7  | 3      | 3      | 13    |
| 3     | Chine           | 6  | 5      | 7      | 18    |
| 4     | ROC             | 4  | 5      | 3      | 12    |
| 5     | Grande-Bretagne | 3  | 3      | 1      | 7     |
| …     |                 |    |        |        |       |
| Total | Total           | 49 | 49     | 61     | 159   |